# Nationaal Lucht- en Ruimtevaartlaboratorium

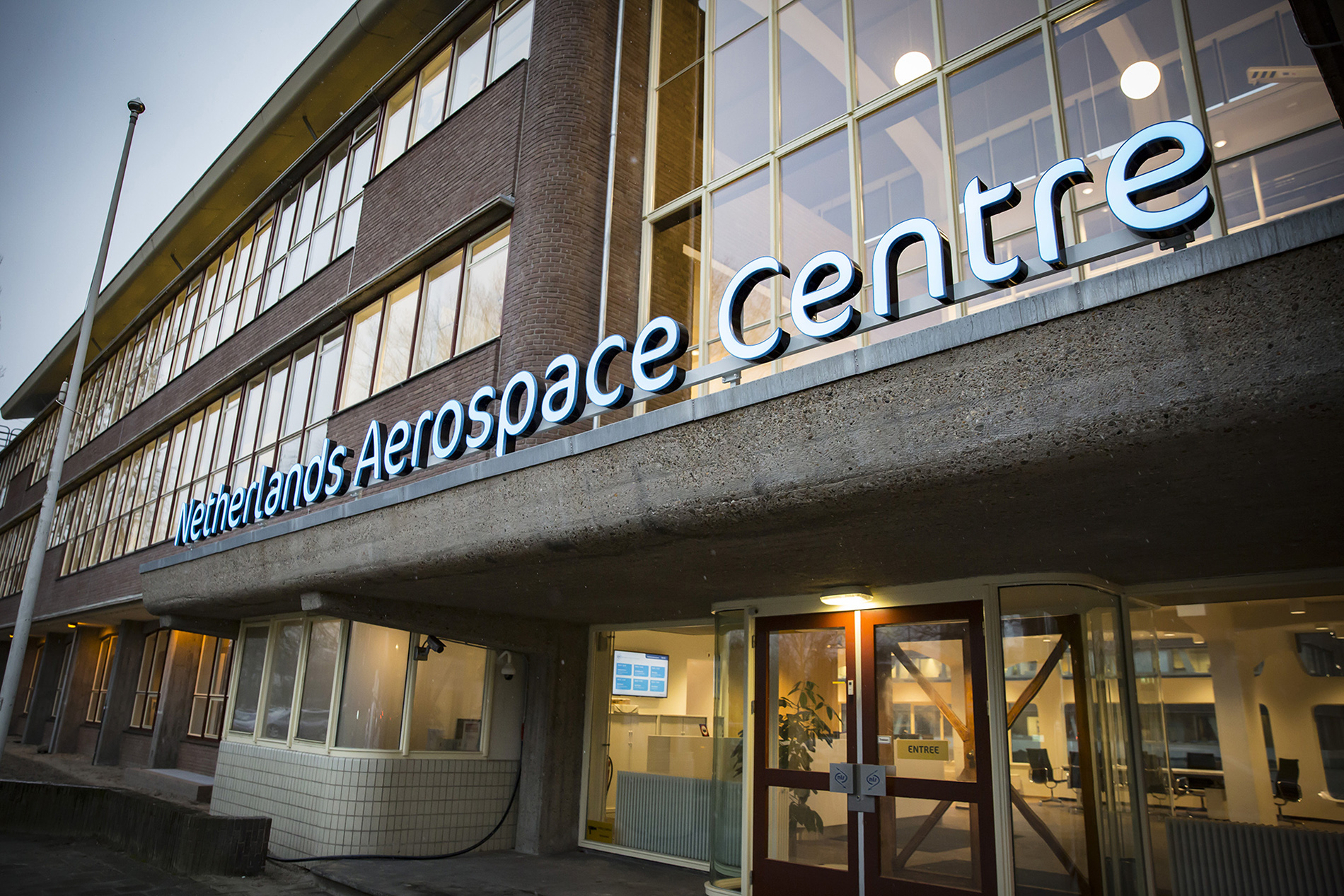
NLR-Hauptquartier in Amsterdam

Das Nationaal Lucht- en Ruimtevaartlaboratorium (NLR; englisch National Aerospace Laboratory; deutsch Nationales Luft- und Raumfahrtlabor) bezeichnet, ist im Bereich Luft- und Raumfahrt die größte Prüf-, Forschungs- und Trainingseinrichtung in den Niederlanden. Die 1919, unter der Bezeichnung Rijks Studiedienst voor de Luchtvaart (RSL), gegründete und in dem Hauptquartier in Amsterdam ansässige Institution arbeitet nicht gewinnorientiert und bietet ihre Dienstleistungen verschiedenen Kunden wie der Industrie, Betreibern von militärischen und zivilen Luftfahrzeugen, Flughafenbetreibern, Regierungsstellen und internationalen Organisationen an. Der heutige Name und die Abkürzung NLR besteht seit 1961.
Die NLR betreibt mehrere Standorte, neben der Hauptverwaltung in Amsterdam und daran angeschlossen einen Bereich am Flughafen Amsterdam Schiphol, auch eine Niederlassung in Marknesse in der Provinz Flevoland.

## Fachabteilungen
Das NLR ist in drei Fachbereiche mit verschiedenen Tätigkeitsschwerpunkten unterteilt.

### Raumfahrtsysteme
Der Bereich Raumfahrtsysteme (englisch Aerospace Systems), beschäftigt sich mit der Erforschung von neuen Materialien, Komponenten und Systemen für die Raumfahrt, mit dem Schwerpunkt auf der militärischen Raumfahrt.

### Lufttransport
Der Bereich Lufttransport (englisch Air Transport), beschäftigt sich mit allen Belangen wie der Gestaltung von Flughäfen und der Flugsicherheit. Weiters beschäftigt sich diese Abteilung mit der Ausbildung wie dem Boden- und Flugpersonal und betreibt verschiedene Simulationseinrichtungen. Neben Flugsimulatoren auch die Simulation eines Grossraumsflughafen.

### Raumfahrzeuge
Der Bereich Raumfahrzeuge (englisch Aerospace Vehicles), beschäftigt sich neben Raumfahrzeugen auch mit dem Bereich der Luftfahrzeuge. Dabei stehen Fragen um die Gestaltung von Flugzeugen und verschiedene Test- und Prüfeinrichtung im Vordergrund. Im Bereich der Zulassungsverfahren von Luftfahrzeugen für die zivile Nutzung findet eine enge Zusammenarbeit mit Behörden wie der Europäische Agentur für Flugsicherheit (EASA) statt.